# Kacsóta, Baranya
Kacsóta este un sat în districtul Szentlőrinc, județul Baranya, Ungaria, având o populație de 266 de locuitori (2011). 

## Demografie
Componența etnică a satului Kacsóta
     Maghiari (97,74%)
     Romi (2,26%)
Componența confesională a satului Kacsóta
     Fără religie (5,64%)
     Reformați (3,38%)
     Atei (1,88%)
     Necunoscută (89,1%)
     Alte religii (1,5%)
Conform recensământului din 2011, satul Kacsóta avea 266 de locuitori. Din punct de vedere etnic, majoritatea locuitorilor (97,74%) erau maghiari, cu o minoritate de romi (2,26%). Nu există o religie majoritară, locuitorii fiind persoane fără religie (5,64%), reformați (3,38%) și atei (1,88%). Pentru 89,1% din locuitori nu este cunoscută apartenența confesională.